# Трепрель
Трепре́ль (фр. Tréprel) — коммуна во Франции, находится в регионе Нижняя Нормандия. Департамент коммуны — Кальвадос. Входит в состав кантона Фалез-Север. Округ коммуны — Кан.
Код INSEE коммуны — 14710.

## Население
Население коммуны на 2010 год составляло 109 человек.
| 1962 | 1968 | 1975 | 1982 | 1990 | 1999 | 2010 |
| ---- | ---- | ---- | ---- | ---- | ---- | ---- |
| 123  | 105  | 92   | 102  | 111  | 108  | 109  |

## Экономика
В 2010 году среди 72 человек трудоспособного возраста (15—64 лет) 56 были экономически активными, 16 — неактивными (показатель активности — 77,8 %, в 1999 году было 62,7 %). Из 56 активных жителей работали 53 человека (29 мужчин и 24 женщины), безработных было 3 (1 мужчина и 2 женщины). Среди 16 неактивных 3 человека были учениками или студентами, 11 — пенсионерами, 2 были неактивными по другим причинам.